# Condado de Jackson (Wisconsin)
O Condado de Jackson é um dos 72 condados do Estado americano do Wisconsin. A sede do condado é Black River Falls, e sua maior cidade é Black River Falls. O condado possui uma área de 2 590 km² (dos quais 33 km² estão cobertos por água), uma população de 19 100 habitantes, e uma densidade populacional de 7 hab/km² (segundo o censo nacional de 2000). O condado foi fundado em 1853.